# Chris Horton (basket-ball)
Ne doit pas être confondu avec Chris Horton, joueur américain de football américain.
Pour les articles homonymes, voir Chris et Horton.
Chris Horton, né le 29 juin 1994 à Decatur, dans l'État de Géorgie, est un joueur américain de basket-ball qui évolue au poste de pivot.

## Biographie

### Drive de Grands Rapids (2016-2017)
Le 23 juin 2016, il automatiquement éligible, il n'est pas sélectionné lors de la draft 2016 de la NBA. Il participe à la NBA Sumer League de Las Vegas avec le Heat de Miami durant laquelle il a des moyennes de 2,4 points et 1,4 rebond en 5,5 minutes par match sur cinq rencontres.
Le 30 octobre 2016, il est sélectionné à la 5e position du premier tour de la draft 2016 de NBA D-League par le Drive de Grand Rapids. Pour sa première saison professionnelle, Horton a des moyennes de 6,2 points, 5,5 rebonds et 0,9 contre par match en 49 rencontres (dont 11 titularisations).
Le 22 janvier 2019, le Drive transfère ses droits aux Blue Coats du Delaware.

### Alba Fehérvár (2017-2018)
Le 3 août 2017, Horton signe en Hongrie à l'Alba Fehérvár. Sur la saison 2017-2018, Horton a des moyennes de 8,8 points, 6,6 rebonds et 1,3 contre par match en 39 matches de championnat et 9,6 points, 6,9 rebonds et 1,8 contre en 12 matches de Coupe d'Europe FIBA.

### Kymi (2018-2019)
Le 30 juillet 2018, Horton signe en Grèce au Kymis BC (en). Le 10 novembre 2018, Horton est nommé joueur de la semaine du championnat grec après avoir marqué 24 points et pris 15 rebonds contre PAOK. Horton termine la saison régulière du championnat grec 2018-2019 en étant le meilleur joueur du championnat aux rebonds avec 9,1 prises de moyenne et aux interceptions avec 1,7 balle volée par match, cinquième du championnat avec 13,6 points par match et troisième avec 1,6 contre en 23 matches joués (dont 16 titularisations). Il est nommé dans le meilleur cinq majeur du championnat grec par le site eurobasket.com.

### Cholet (2019-2020)
Le 15 juillet 2019, il part en France et signe au Cholet Basket. Auteur d'une remarquable première saison, il comptabilise huit double-double et cinq matchs à plus de 30 d'évaluation lorsque la saison est prématurément arrêtée en raison de la pandémie de Covid-19.

### Gravelines Dunkerque (2020)
Au mois de juin 2020, il s'engage au BCM Gravelines Dunkerque pour la saison 2020-2021 de Jeep Élite. Il est licencié en décembre.

### Retour à Cholet (2021)
Après son passage délicat à Gravelines, Horton rejoint Cholet en janvier 2021 avec un contrat courant jusqu'au terme de la saison en cours.

### Nanterre (2021-2022)
En juillet 2021, Horton s'engage pour une saison avec Nanterre 92.

## Statistiques

### Universitaires
| Saison    | Équipe           | Matchs | Titul. | Min./m | % Tir | % 3pts | % LF | Rbds/m. | Pass/m. | Int/m. | Ctr/m. | Pts/m. |
| --------- | ---------------- | ------ | ------ | ------ | ----- | ------ | ---- | ------- | ------- | ------ | ------ | ------ |
| 2012-2013 | Austin Peay (en) | 31     | 31     | 24,7   | 54,0  | 0,0    | 55,4 | 6,84    | 0,84    | 0,71   | 3,03   | 8,19   |
| 2013-2014 | Austin Peay (en) | 30     | 29     | 30,6   | 59,5  | 0,0    | 58,2 | 9,47    | 0,70    | 0,87   | 3,03   | 13,23  |
| 2014-2015 | Austin Peay (en) | 30     | 30     | 34,5   | 45,8  | 0,0    | 69,2 | 11,10   | 1,43    | 1,17   | 2,33   | 13,07  |
| 2015-2016 | Austin Peay (en) | 36     | 36     | 33,7   | 59,9  | 0,0    | 62,1 | 11,97   | 1,50    | 1,36   | 1,75   | 18,78  |
| Total     | Total            | 127    | 126    | 31,0   | 55,2  | 0,0    | 62,4 | 9,92    | 1,13    | 1,04   | 2,50   | 13,54  |

## Palmarès
- First team All-OVC (2016)
- OVC Tournament MVP (2016)
- OVC Freshman of the Year (2013)